# John Hooper
John Edward Francis Hooper (Westminster, 17 luglio 1950) è un giornalista e scrittore britannico.
Attualmente lavora come corrispondente della rivista internazionale The Economist.

## Gli inizi
Figlio di William John "Bill" Hooper, famoso artista e scrittore inglese, John Hooper ha studiato alla “St Benedict's School” di Londra e al St Catharine's College di Cambridge.
Nel primo anno di college si è recato nello stato secessionista del Biafra, per contribuire alla realizzazione di un documentario televisivo sulla guerra civile nigeriana.

## Carriera
Dopo la laurea, John Hooper ha lavorato per la BBC come reporter di attualità. Nel 1973 è diventato corrispondente diplomatico dell'allora neo-costituita Independent Radio News. L'anno successivo, dopo l'invasione turca dell'isola di Cipro, si è recato in loco come corrispondente freelance per diverse testate giornalistiche tra cui la BBC, il quotidiano The Guardian e il periodico The Economist.
Nel 1976, dopo la morte del dittatore spagnolo Francisco Franco, gli è stato offerto dal quotidiano britannico The Guardian di diventare corrispondente da Madrid. Nei tre anni successivi ha seguito la transizione della Spagna dalla dittatura alla democrazia.
Dal 1979 al 1988, ha lavorato nello staff di Londra del Guardian e per quattro anni è stato anche presentatore del programma “Twenty Four Hours” realizzato dalla emittente BBC World Service.
Nel 1988 è tornato a Madrid come corrispondente per i periodici The Observer e The Economist e per il quotidiano The Guardian, ed è rimasto fino al 1994. Tra il 1994 e il 1999 ha lavorato come corrispondente per il Sud Europa sia per il Guardian che per l’Observer.
Ha portato alla luce la “Strage di Natale” - tragedia navale nel Mediterraneo avvenuta nella notte tra il 25 e il 26 dicembre 1996 a poche miglia dalla località siciliana di Portopalo di Capo Passero, in provincia di Siracusa – e fatto parte del team dell’Observer che è stato premiato per aver condotto tale inchiesta e per aver approfondito le sue conseguenze.
Hooper è stato, quindi, corrispondente a Berlino per il centro Europa sempre per il Guardian e per l’Observer fino al 2003.
Ha seguito la guerra in Kosovo ed è stato in Afghanistan nel 2001, durante la battaglia di Tora Bora, in cui le Forze alleate erano impegnate nella ricerca di Osama bin Laden.
Dal 2016 fino al 2022, oltre a svolgere l'attività di giornalista, Hooper ha insegnato storia italiana contemporanea presso il Breyer Center for Overseas Studies in Florence -
Bing Overseas Studies Program -
Stanford University. Nel 2021 è stato nominato membro onorario del St Catharine's College, all’Università di Cambridge.

## Pubblicazioni
Il libro di Hooper “The Spaniards: A portrait of the new Spain” (it. “Gli Spagnoli: un ritratto della nuova Spagna”) ha vinto l'edizione del 1987 del premio “Allen Lane”, come migliore opera prima di storia o letteratura.
Nel 1995 e poi nel 2006 John Hooper ha pubblicato due versioni ampliate e rivisitate dello stesso libro, dal titolo “The New Spaniards” (it. “I nuovi spagnoli”).
L'edizione del 2006 è stata descritta dal periodico settimanale The Spectator come "una lettura essenziale per tutti coloro che vogliono capire la nuova Spagna".
Nel 2015 Hooper ha pubblicato "The Italians", un ritratto degli Italiani e della loro cultura.
Nel 2021, in collaborazione con Anna Kraczyna, ha pubblicato una traduzione in inglese ampiamente commentata di Le Avventure di Pinocchio.
- John Hooper (1986), The Spaniards: a portrait of the new Spain, New York: Viking - ISBN 0-14-009808-9
- John Hooper (2006), The New Spaniards, Penguin - ISBN 0-14-101609-4
- John Hooper (2015), The Italians, Penguin - ISBN 978-0-241-95762-2
- John Hooper (2021), trad. con Anna Kraczyna, The Adventures of Pinocchio, Penguin Classics - ISBN 978-0-143-13609-5